# Pentameris pictigluma var. mannii
Variété
Statut de conservation UICN

 NT  : Quasi menacé
Pentameris pictigluma var. mannii (synonyme : Pentaschistis mannii) est une variété de plantes à fleurs monocotylédones de la famille des Poaceae, sous-famille des Pooideae, endémique du Cameroun.

## Description
Les plantes de l'espèce Pentameris pictigluma sont des plantes herbacées vivaces, aux tiges (chaumes) dressées de 8 à 45 cm de long.  Le limbe foliaire, plat ou enroulé, est raide, filiforme ou linéaire, de 2 à 10 cm de long sur 1 à 3 mm de large.
L'inflorescence est une panicule contractée, spiciforme, de 2 à 8 cm de long. Elle regroupe des épillets solitaires, pédicellés, de 4 à 8 mm de long, comprimés latéralement, et comptant deux fleurons fertiles. Ces épillets se désarticulent à maturité sous chaque fleuron fertile.
Les glumes, persistantes, membraneuses, elliptiques, sont similaires et dépassent la longueur de l'épillet. 
La lemme des fleurons fertiles, de 2 à 3 mm de long, membraneuse, pubescente, présente de 5 à 9 nervures et est lobée à son apex. Elle compte trois arêtes, la principale, longue de 4 à 7 mm, est géniculée, avec  une colonne torsadée.
Le fruit est un caryopse au péricarpe adhérent.

## Distribution et habitat
Cette espèce est endémique du mont Cameroun où elle a été collectée à 20 reprises avant 1988. Elle est absente des montagnes voisines qui présentent un habitat similaire, tels le Bioko ou le mont Oku.
Elle se rencontre dans les pelouses d'altitude, entre 2700 et 4000 m. Son habitat a été décrit comme des « sommets couverts de tapis de mousses sur des sols de cendres volcaniques nues ».

## Taxinomie
Ce taxon a d'abord été décrit et publié en 1936 sous le nom de Pentaschistis mannii par Otto Stapf dans le Bulletin of Miscellaneous Information, Royal Gardens, Kew 1936 (9): 501 [18 déc 1936]. 
Il a par la suite été reclassé comme sous-espèce de Pentameris pictigluma et publié en 2010 par Hans peter Linder et al. dans un article intitulé A generic classification of the Danthonioideae (Poaceae) publié dans Annals of the Missouri Botanical Garden 97(3): 306-364.

### Synonymes
Selon 
Catalogue of Life (8 octobre 2017):
- Pentaschistis mannii Stapf ex C.E.Hubb.
- Pentaschistis pictigluma var. mannii (Stapf ex C.E.Hubb.) S.M.Phillips
- Pentameris mannii Stapf ex C.E.Hubb[3].

### Étymologie
Le nom générique, « Pentameris », dérive de deux racines grecques, penta (cinq)  et meros (partie), en référence aux lemmes portant cinq arêtes.
L'épithète spécifique, « pictigluma », composée des termes latins picta (peinte), et gluma (glume) fait référence à la pigmentation des glumes.
L'épithète subspécifique, « mannii »,  est un hommage au botaniste allemand, Gustav Mann (1836–1916), qui travailla pour le compte des Jardins botaniques royaux de Kew..